# André Victoor
André Victoor, né le 5 octobre 1911 à Armentières (Nord), décédé le 11 avril 1974 à Avignon (Vaucluse), est un homme politique communiste français, ancien résistant.

## Mandats
- Conseiller municipal, puis deuxième adjoint, à Sedan en 1945
- Conseiller général du canton de Sedan-Sud de 1945 à 1949
- Conseiller de la République (Sénateur) des Ardennes de 1946 à 1948